# Dehlingen
Dehlingen ist eine französische Gemeinde mit 347 Einwohnern (Stand 1. Januar 2021) im Département Bas-Rhin in der Region Grand Est (bis 2015 Elsass).

## Lage
Dehlingen liegt im Norden des Krummen Elsass, am Übergang zum Bitscher Land.
Die Nachbargemeinden sind Butten im Osten, Lorentzen im Süden, Vœllerdingen im Südwesten, Oermingen und Kalhausen im Nordwesten, Schmittviller im Norden und Rahlingen im Nordosten. Somit grenzt Dehlingen im Norden und im Nordosten an das Département Moselle.

## Geschichte
Dehlingen wurde 737 in einer Schenkungsurkunde zugunsten der Abtei Weißenburg erstmals erwähnt.
Von 1871 bis zum Ende des Ersten Weltkrieges gehörte Dehlingen als Teil des Reichslandes Elsaß-Lothringen zum Deutschen Reich und war dem Kreis Zabern im Bezirk Unterelsaß zugeordnet.

### Bevölkerungsentwicklung
| Jahr      | 1910 | 1962 | 1968 | 1975 | 1982 | 1990 | 1999 | 2007 | 2017 |
| Einwohner | 535  | 404  | 8405 | 378  | 340  | 356  | 388  | 386  | 360  |

## Sehenswürdigkeiten
- Lutherische Kirche Saint-Martin
- Gallo-römische Ausgrabungsstätte Gurtelbach

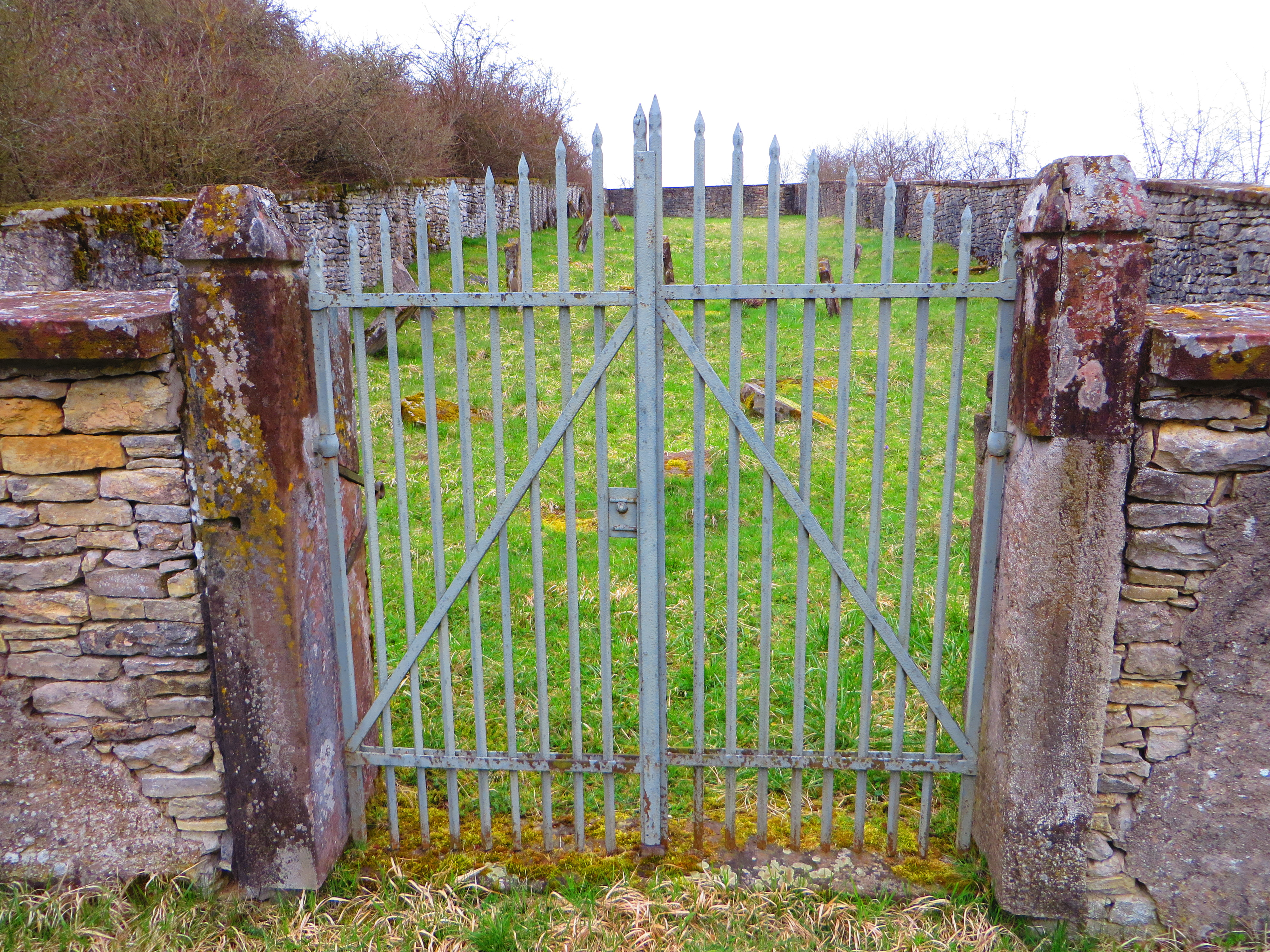
Jüdischer Friedhof

- Museum
- Jüdischer Friedhof

## Persönlichkeiten
- Gerda Matejka-Felden (1901–1984), österreichische Malerin und Kunstpädagogin